# Reza Deghati
Reza Deghati (Tabriz, Irán, 26 de julio de 1952) es un fotoperiodista iraní nacionalizado francés que trabaja bajo el nombre Reza (persa: رضا).

## Biografía
Los comienzos de Reza dentro del mundo de la fotografía se produjo desde temprana edad, tomando su primera foto a los catorce años. Dicha fotografía la publicaría dos años más tarde en la revista Parvaz durante su etapa en la escuela secundaria. En la Universidad de Teherán se dedicó a publicar clandestinamente sus fotografías, motivo por el cual fue encarcelado por tres años y torturado durante cinco meses, con tan solo 22 años. En 1979 dejaría la arquitectura para dedicarse por completo a la fotografía, cubriendo la revolución iraní para Newsweek, Sipa Press y demás agencias extranjeras. Tuvo que exiliarse a París en 1981, ciudad en la que sigue residiendo a día de hoy.
Reza comenzaría a trabajar por más de cuatro décadas para la presa internacional y en particular para la revista National Geographic, viajando por todo el mundo y colaborando con revistas como Time, Stern, Paris Match o GEO, entre muchos otros. Junto a su esposa, la escritora Rachel Deghati, fundarían un estudio en 1992 conocido como Webistan.
Pronto se labra un nombre dentro del mundo del fotoperiodismo, valiéndose de los medios de comunicación, documentales, exposiciones en lugares públicos, libros y conferencias para transmitir su labor humanitaria y el activismo artístico que él mismo desempeña. Entre sus exhibiciones más populares se encuentra Destins Croisés, celebrada en los Jardines de Luxemburgo en 2003; One World, One Tribe, una exposición dentro del museo de la National Geographic Society de Washington D. C. en 2006, y otras exhibiciones como War + Peace, organizada en el Memorial de Caen en 2009; HOPE, acontecida en Doha en 2012, y Rêve d’humanité en la rivera del río Sena, en las proximidades al Museo de Orsay. Su trabajo más reciente es Face to Face, exhibido en China en 2018.

## Distinciones
- Dos segundos puestos en la categoría de News Features stories de la World Press Photo (1983, 1986)
- Premio a la Esperanza de UNICEF por su trabajo en los campos de refugiados de Ruanda (1996)
- Caballero de la Orden Nacional del Mérito (2005)
- Premio Princesa de Asturias como representante de la National Geographic Society (2006)
- National Geographic FELLOW como representante de la National Geographic Society (2006)
- Medalla de Honor de Missouri como mejor periodista de la Missouri School of Journalism (2006)
- Medalla de honor del Periodismo de la Columbia School of Journalism (2006)
- 2008 Senior Fellow, por la Fundación Ashoka
- Doctor honoris causa de la American University of Paris (2009)
- Lucie Award de 2009
- Infinity Award del fotoperiodismo (2010)
- National Geographic Society Explorer (2013)